# Maka Meléndez
Macarena Meléndez (Rancagua, 30 de mayo de 1983), de nombre artístico Maka Meléndez, es una cantautora e intérprete chilena, nacida en la Sexta Región. Es conocida por ser la voz oficial del jingle del Festival Internacional de Viña del Mar,además de ser la voz en bandas sonoras de películas chilenas. En 2007 obtuvo el Premio Nacional en Composición de Música Popular chilena Luis Advis.

## Biografía
Nació en Rancagua, su enseñanza básica la estudió en el Colegio de mujeres Marcela Paz de dicha ciudad. 
Estudió su secundaria en el Rancagua College, mientras paralelamente cursaba "Canto lírico” en el Programa de Extensión Docente de la Universidad Católica, donde a pesar de su corta edad, logró aprobar su audición. Posteriormente, fue parte del coro “Crecer Cantando” del Teatro Municipal de Santiago bajo la dirección de Víctor Alarcón. Estudió Arquitectura en Valparaíso, titulándose de Licenciada en Diseño Gráfico en la Universidad Católica de Valparaíso. En Balmaceda Arte Joven estudió “Canto popular”. 

## Carrera musical
En 2007,  grabó la canción "Ruda", el que fue el tema principal de “Radio Corazón, La película”, junto a Carlos Cabezas, Cuti Aste, y Camilo Salinas. Además, participó de otras canciones que fueron parte de la película “Grado 3”. Ambos filmes fueron dirigidos por Roberto Artiagoitía, “el Rumpy”.
Paralelamente al cine, ha desarrollado su carrera como intérprete de programas de dibujos animados y comerciales de TV. El año 2011 grabó  "Vive la emoción” jingle oficial del Festival de Viña del Mar que se mantuvo desde 2011 a 2018. Posteriormente grabó “Viña es Fiesta”, canción que se mantiene desde el 2019 al 2024. 
Su obra "El Huayno de Gabriela", canción homenaje a Gabriela Mistral, fue selecciona en diferentes espectáculos como:  Día del Músico Chileno 2020, Rockódromo 2021 y Mujeres creadoras 2022. 
En 2023 grabó su primer disco como cantautora. 

## Discografía
- El mismo cielo (2007).
- Ruda (2008).
- Vive la emoción (Jingle Festival de Viña 2011-2018).
- Viña es fiesta (Jingle Festival de Viña 2019-2024).
- El huayno de Gabriela (2020).